# Stefano Battaglia
Pour les articles homonymes, voir Battaglia.
Stefano Battaglia, né le 31 août 1965 à Milan (Lombardie), est un pianiste classique et de jazz italien.

## Biographie
Stefano Battaglia a entamé des études de piano à l'âge de sept ans et en 1984 il a obtenu son diplôme avec mention à Milan.
Il a beaucoup joué sur la scène internationale. Il a été soliste avec l’Orchestre des Jeunes Européens à Barcelone en 1981. Il a gagné une distinction de meilleur nouveau pianiste de l’année au Festival J.-S. Bach de Düsseldorf en 1986. La Radio Nationale de Bruxelles lui a décerné le titre de meilleur jeune pianiste européen en 1997.
Il a enseigné dans des séminaires de jazz italiens tel que le programme d’été « Siena Jazz ».
Il joue en solo, en duo avec les percussionnistes Pierre Favre et Michele Rabbia, en trio avec Paolino Dalla Porta et Fabrizio Sferra, ou dans le quatuor « Changes » (Emanuele Cisi, Leveratto, Décoche). En outre il a fondé « Triplicity » avec le violoniste Dominique Pifarély et, selon les tournées, Michele Rabbia, Paolino Dalla Porta ou Vincent Courtois. Il a également constitué « Theatrum », formation orchestrale qui fait partie du Laboratoire Permanent de Recherche Musicale à Sienne.
Il a enregistré plus de 60 CD, dont récemment Raccolto sorti en 2006 et Re : Pasolini en 2007, ce dernier album est un vaste projet à la mémoire du poète, écrivain, journaliste et dramaturge italien, Pier Paolo Pasolini.

## Style
Dans ses compositions, Stefano Battaglia aime à mettre en opposition différentes émotions. D’une part des improvisations mélodiques empreintes d’une atmosphère mélancolique et d’autre part des morceaux plus sombres et lourds dont l’arythmie rejoint les univers de Boulez, Messiaen ou Ligeti[réf. souhaitée].